# 重湯取り
重湯取り（おもゆとり）は、炊飯中に重湯を取る調理器具である。今では一般家庭で見かけることは少なくなった。

## 概要
アルミニウムまたは陶器製の湯呑み形の容器で、つるが付き、蓋には一面に小さい孔穴が開けられている。釜の中で飯が煮たって、沸きあがろうとする時、飯の中央に手早く底部を埋めるように置き、蓋をして、火を弱くすると、重湯が容器の中に流れ入る仕組みである。飯を蒸らし、お櫃に移すとき、静かに取り出す。